# Jean-Pierre Nicolas
Jean-Pierre Nicolas, född 22 januari 1945 i Marseille är en fransk rallyförare.
Nicolas körde rally för de franska märkena Alpine och Peugeot. Efter den aktiva förarkarriären blev han teamchef för Team Peugeot Totals rallysatsning.